# Sichtachse

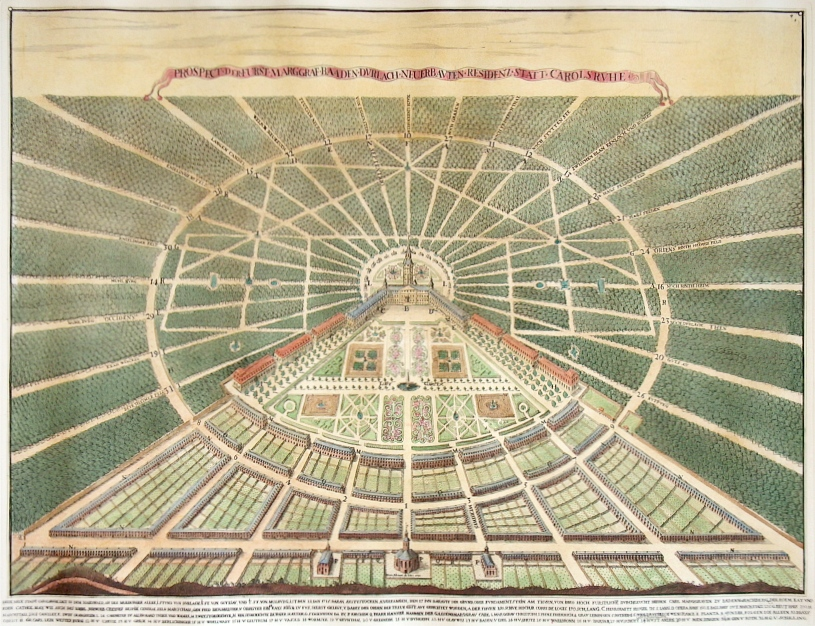
Der Karlsruher Fächer

Eine Sichtachse oder Blickachse ist im Städtebau und in der Park- und Landschaftsgestaltung eine angelegte oder freigehaltene Schneise, die entlang einer Achse einen Blick auf bedeutende Bauwerke oder landschaftsprägende Elemente ermöglicht. Sichtachsen können gleichzeitig die Wegverbindung zum Objekt sein, wie es in barocken Anlagen üblich ist (Beispiel Karlsruhe), oder aber eine reine Sichtverbindung ohne Wegverbindung sein, wie es im englisch geprägten Gartenbau bevorzugt wurde (Beispiel Wörlitz). Häufig endet eine Sichtachse in einem Point de vue als visuellem Ziel.

## Städtebau
Städtebaulich bemerkenswert ist Karlsruhe. Durch die fächerförmige Anordnung bilden zahlreiche Straßen einen Straßenfächer auf das Schloss. Man nennt dies auch einen Sichtenfächer. Ebenso gibt es am Markt von Neustrelitz (Mecklenburg-Strelitz) und im Wörlitzer Park Sichtenfächer.

## Zimmerflucht
Im Barock wurden auch in Gebäuden Sichtachsen zwischen hintereinanderliegenden Zimmern geschaffen, indem die Räume durch auf einer geraden Linie angeordnete Türen miteinander verbunden wurden.

## Beispiele
- Axe historique in Paris
- Dessau-Wörlitzer Gartenreich mit den Anlagen von Wörlitz, Georgium, Luisium und weiteren
- Schlosspark Benrath in Düsseldorf
- Herrenhäuser Gärten in Hannover
- Rosental (Leipzig)
- München: Maximilianeum, Königsplatz, Schlosspark Nymphenburg, Schlossanlage Schleißheim (bei München)
- Fürst-Pückler-Park Bad Muskau
- Neubrandenburger Stadttore im geradlinigen Grundriss
- Potsdamer Parklandschaft (Park Babelsberg, Park Sanssouci, Neuer Garten, Pfaueninsel)
- Schloss Belvedere in Wien
- Kinross House in Kinross, Schottland

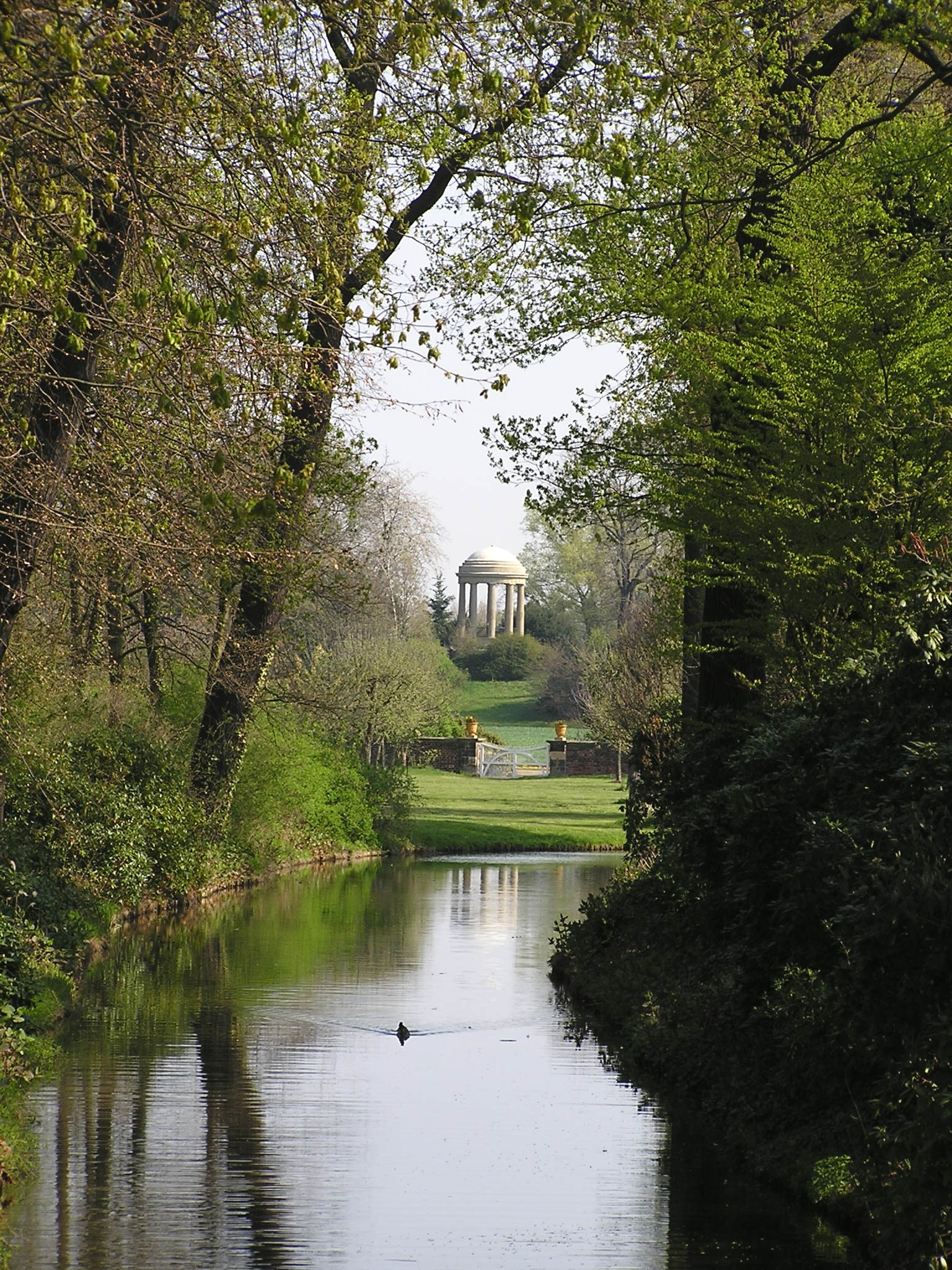
Eine der vielen Sichtachsen im Wörlitzer Park (hier: zum Venustempel)
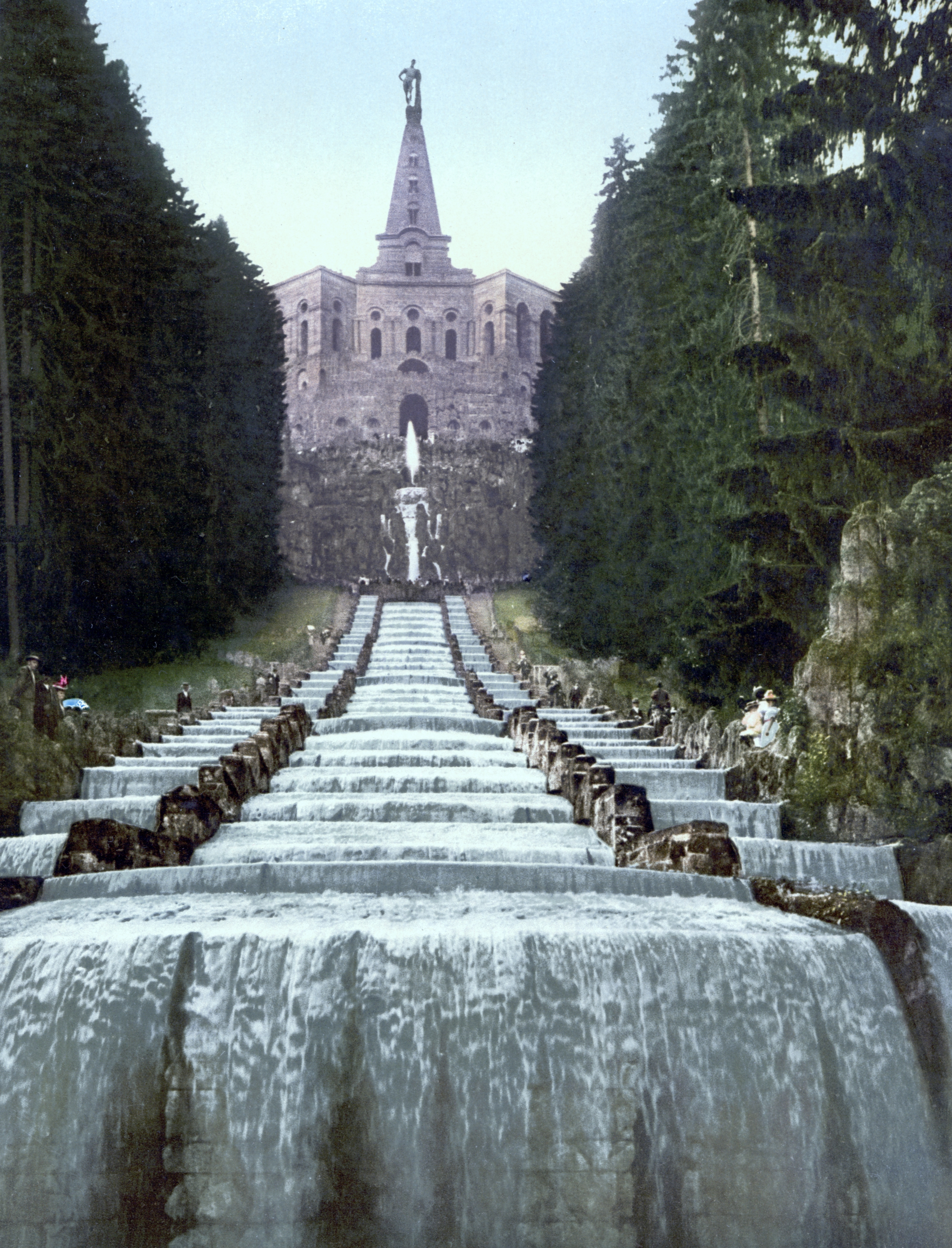
Blick über Kaskaden zum Herkules im Bergpark Wilhelmshöhe (Kassel)
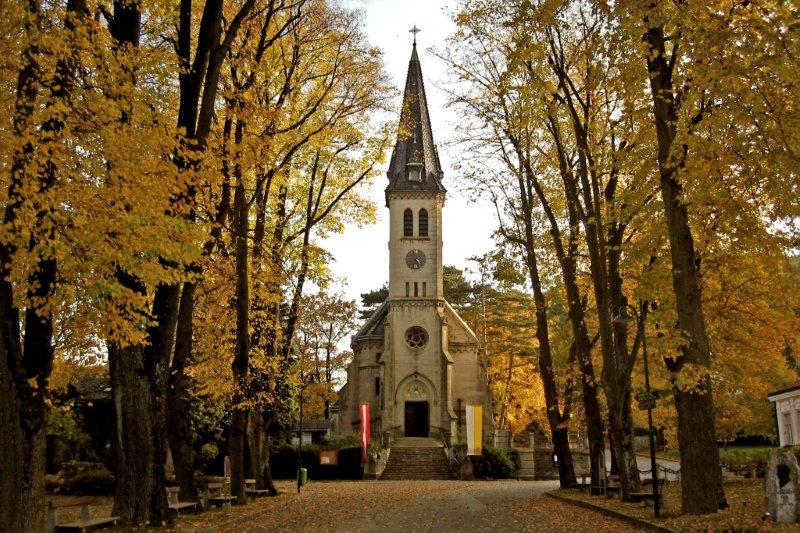
Beispiel alltäglicher Sichtachse im Stadtbild: die Pfarrkirche in Weissenbach an der Triesting als visuelles Ziel und Endpunkt der Allee
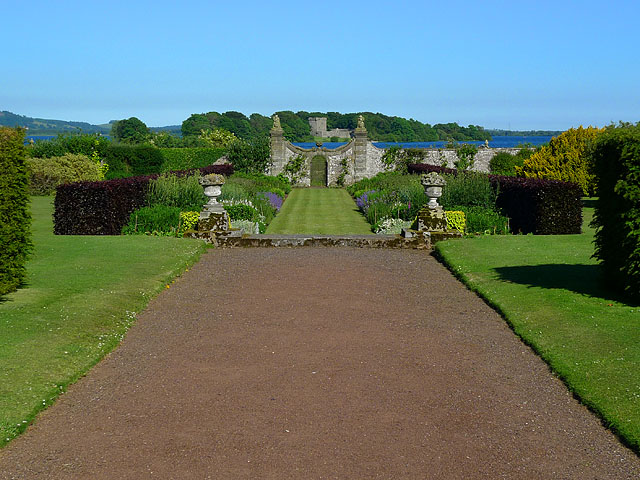
Sichtachse auf Loch Leven Castle von Kinross House
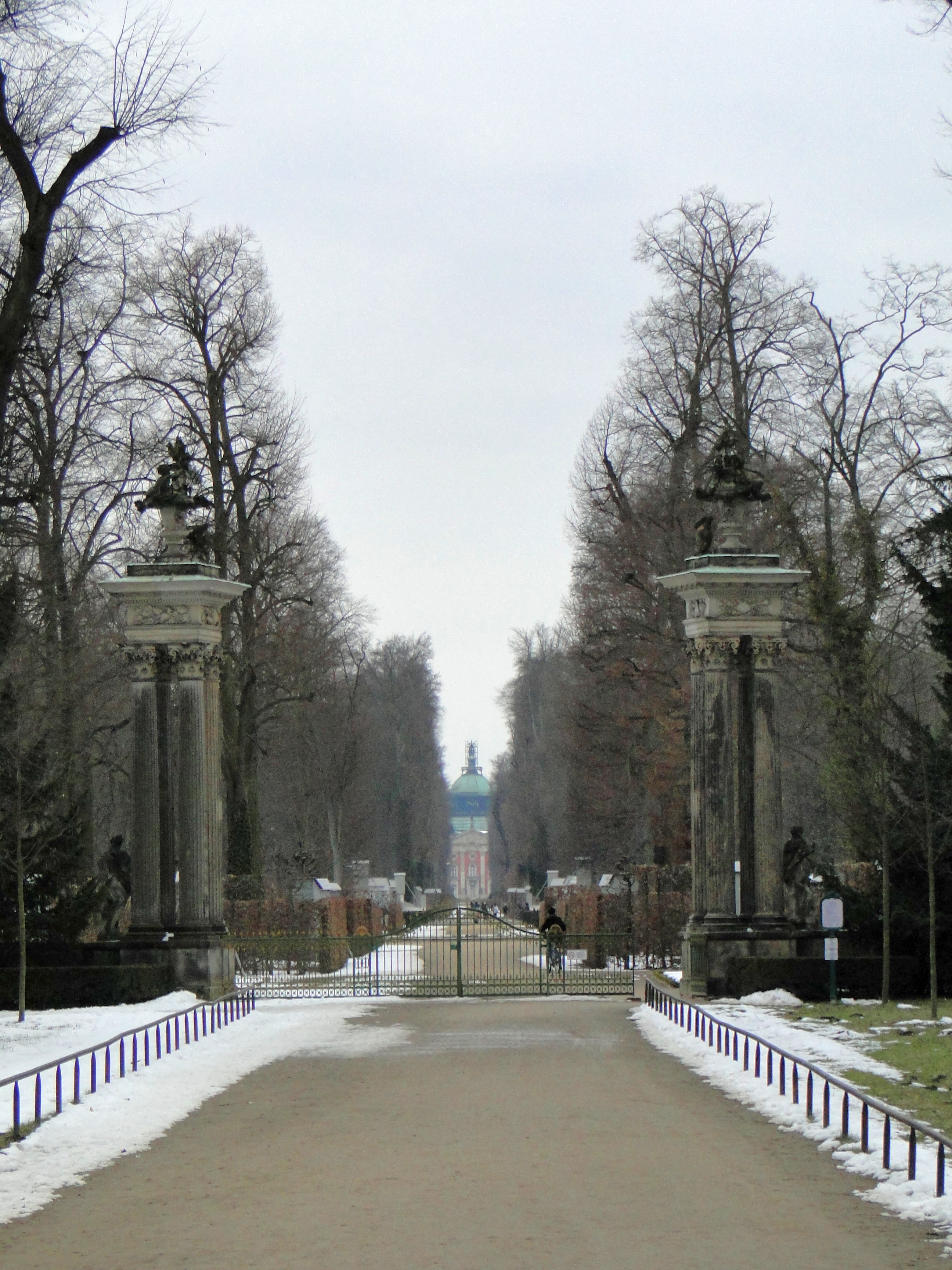
Potsdam, Park Sanssouci, Blick entlang der Hauptallee zum Neuen Palais, Entfernung etwa 2 km
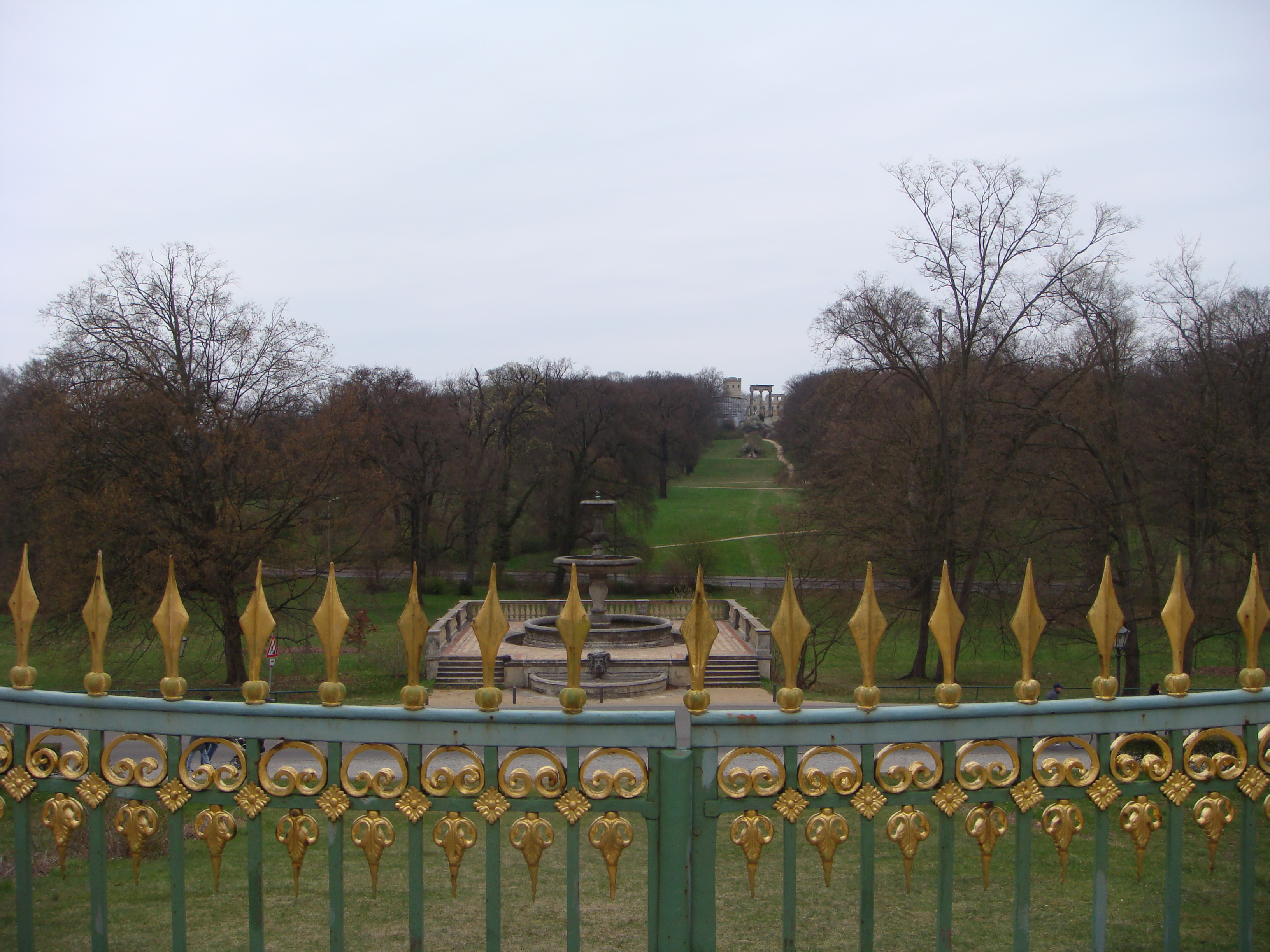
Potsdam, Blick von Schloss Sanssouci zu den Anlagen auf dem Ruinenberg
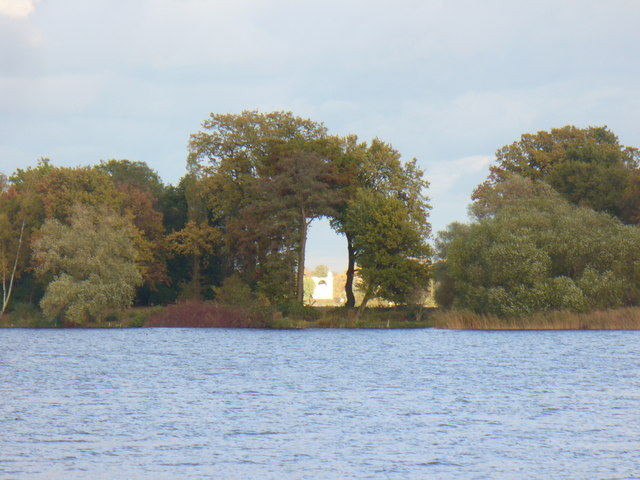
Potsdam,  Neuer Garten. Blick vom Marmorpalais zum Pfaueninsel-Schloss, Entfernung etwa 4 km